# Bad Lippspringe
Bad Lippspringe – miasto uzdrowiskowe w Niemczech, położone w kraju związkowym Nadrenia Północna-Westfalia, w rejencji Detmold, w powiecie Paderborn. W 2010 roku liczyło 15 200 mieszkańców.

## Historia
Pierwsza wzmianka pochodzi z dokumentu Karola Wielkiego z 780 roku, wymieniane jest jako Lippiagyspringiae in Saxonia. Z kolei z roku 1312 pochodzi wzmianka o zamku, wzniesionym tu przez kapitułę katedralną w Paderborn. W 1445 kapituła ta nadała miejscowości prawa miejskie, o które starano się od około stu lat.

W 1832 odkryto lecznicze właściwości znajdującego się w mieście źródła rzeki Lippe. W następnym roku rozpoczęto działalność uzdrowiskową. W latach 40. wokół źródła zwanego Arminiusquelle powstały gmachy uzdrowiskowe oraz Arminiuspark. W 1843 władze pruskie odebrały Lippspringe prawa miejskie w ramach reformy administracyjnej, co nie zahamowało rozwoju uzdrowiska – w kolejnych latach powstawały nowe domy zdrojowe. W 1913 do nazwy gminy dodano człon Bad, a w 1921 odzyskano status miasta. W 1950 wzniesiono nowy budynek ratusza, a w 1955 na miejscu domu zdrojowego Kursaal powstało centrum kongresowe Kongresshaus. W 1962 odkryto kolejne źródło, nazwane Martinusquelle. W 2000 roku przebudowano Arminiuspark.

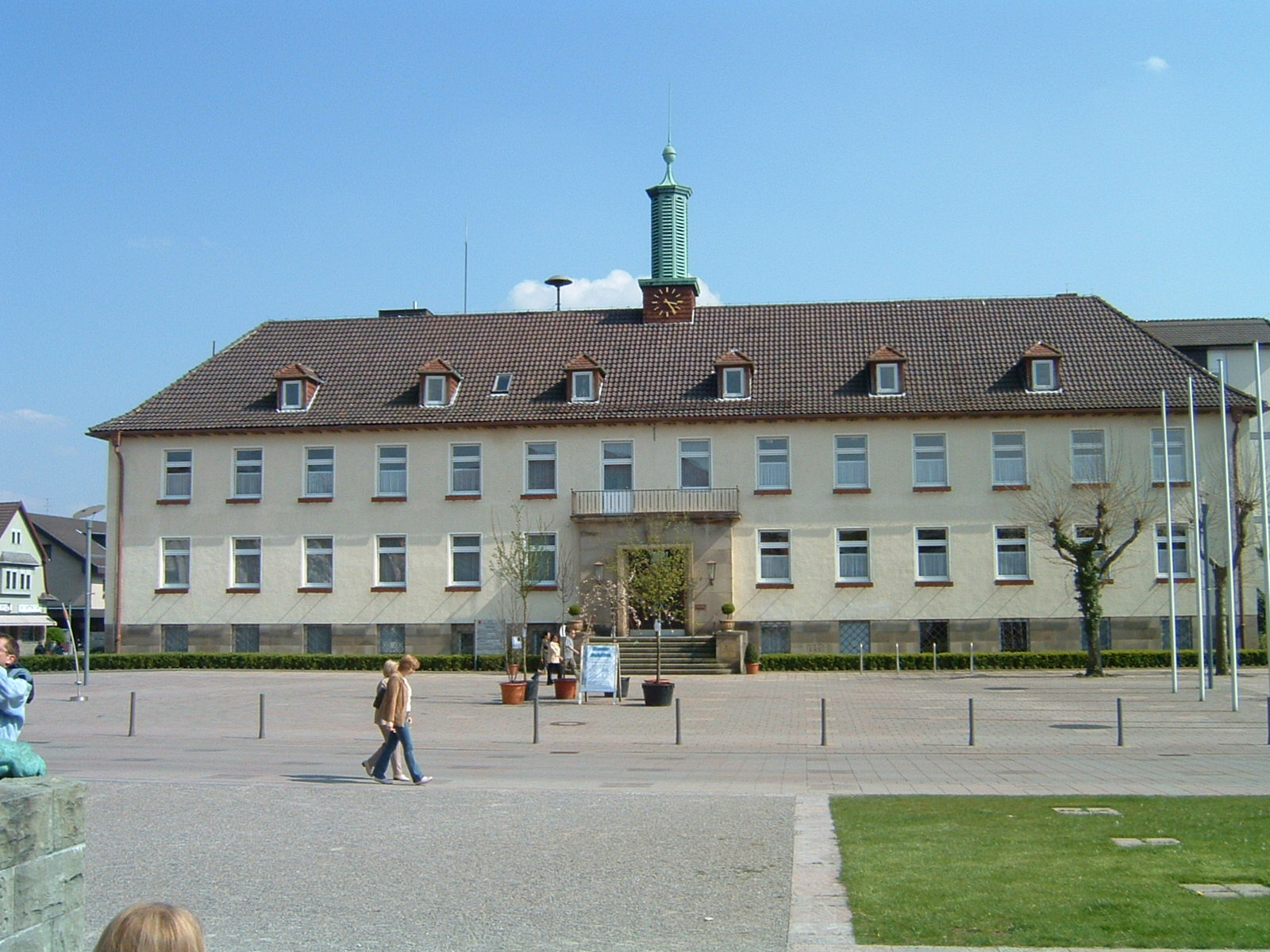
Ratusz w Bad Lippspringe

## Współpraca
Miejscowości partnerskie:
- Newbridge, Irlandia
- Templin, Brandenburgia